# Okręg wyborczy Dumfries and Galloway
Okręg wyborczy Dumfries and Galloway powstał w 2005 roku i wysyła do Izby Gmin jednego posła. Okręg obejmuje większą część jednostki administracyjnej Dumfries and Galloway.

## Deputowani do brytyjskiej Izby Gmin z okręgu Dumfries and Galloway
- 2005–2015: Robert Key, Partia Pracy[2]
- 2015–2017: Richard Arkless, Szkocka Partia Narodowa[3]
- 2017–2024: Alister Jack, Partia Konserwatywna[3]
- 2024–    : John Cooper(inne języki), Partia Konserwatywna[4]